# Comuna Peceanivka, Dzerjînsk
Peceanivka (în ucraineană Печанівська сільська рада) este o comună în raionul Dzerjînsk, regiunea Jîtomîr, Ucraina, formată din satele Pavolocika și Peceanivka (reședința).

## Demografie
Componența lingvistică a satului Peceanivka
     Ucraineană (97,93%)
     Rusă (1,82%)
     Alte limbi (0,18%)
Conform recensământului din 2001, majoritatea populației satului Peceanivka era vorbitoare de ucraineană (97,93%), existând în minoritate și vorbitori de rusă (1,82%).